# ثقب أسود مارق

المشاهدات الفلكية المتحركة لعدسة الجاذبية الدقيقة لـ MOA-2011-BLG-191 / OGLE-2011-BLG-0462

الثقب الأسود المارق rogue black hole (يُطلق عليه أيضًا ثقب أسود عائم أو بين نجمي أو غير منضم أو متجول) هو جرم فلكي بين النجوم بدون مجموعة مجرية مضيفة.  وهو يكون ناتجا عن اصطدامات بين مجرتين أو عند تعطل اندماج ثقبين أسودين. تشير التقديرات إلى أنه يمكن أن يكون هناك 12 ثقبًا أسودًا مارقًا في مجرة درب التبانة . 

## OGLE-2011-BLG-0462 / MOA-2011-BLG-191
في يناير 2022 أبلغ فريق من علماء الفلك عن OGLE-2011-BLG-0462 أول اكتشاف وقياس كتلة لا لبس فيها لثقب أسود نجمي معزول باستخدام تلسكوب هابل الفضائي جنبًا إلى جنب مع أرصاد العدسة الصغرية في الفيزياء الفلكية وعدسات الجاذبية الضوئية. التجربة (OGLE).    يقع هذا الثقب الأسود على بعد 5000 سنة ضوئية من الأرض ، وتبلغ كتلته 7.1 مرة كتلة الشمس ، ويتحرك بسرعة 45  كم / ثانيةتقريبًا .  بينما كان هناك مرشحون آخرون من هذا النوع ، ولكن تم اكتشافهم بشكل غير مباشر. 

## أنظر أيضا
- كوكب مارق
- ثقب أسود
- ثقب أسود نجمي
- ثقب أسود متوسط الكتلة
- مصدر أشعة إكس فائق التألق